# Bandera de Goiás
La bandera del estado de Goiás fue creada por Joaquim Bonifácio de Siqueira y establecida por ley para simbolizar el estado de Goiás. Cuenta con una forma rectangular, con ocho franjas horizontales alternadas: cuatro franjas impares verdes, y cuatro franjas pares amarillas. En la esquina superior izquierda hay un rectángulo azul, con cinco estrellas blancas (simbolizando la Cruz del Sur), constelación que le dio a Brasil sus nombres primitivos - Vera Cruz y Santa Cruz, siendo una estrella en cada esquina, y la menor en el centro.
La bandera de Goiás, adoptada en el gobierno del presidente João Alves de Castro, por la misma Ley n.º 650 del 30 de julio de 1919 fue organizada por Joaquim Bonifácio de Siqueira. Como en la bandera nacional, el verde representa los bosques y el amarillo, el color del oro.
- Datos: Q3737611
- Multimedia: Flags of Goiás / Q3737611